# Saint-Vérand (Saona i Loara)
Saint-Vérand – miejscowość i gmina we Francji, w regionie Burgundia-Franche-Comté, w departamencie Saona i Loara.
Według danych na rok 1990 gminę zamieszkiwało 191 osób, a gęstość zaludnienia wynosiła 78 osób/km² (wśród 2044 gmin Burgundii Saint-Vérand plasuje się na 720. miejscu pod względem liczby ludności, natomiast pod względem powierzchni na miejscu 1349.).